# ماروموری، میاگی
ماروموری، میاگی (به لاتین: Marumori, Miyagi) یک منطقهٔ مسکونی در ژاپن است که در استان میاگی واقع شده‌است. ماروموری ۲۷۳٫۳۰ کیلومترمربع مساحت و ۱۴٬۰۶۲ نفر جمعیت دارد.